# Мелікукка
Мелікукка (італ. Melicuccà, сиц. Milicuccà) — муніципалітет в Італії, у регіоні Калабрія,  метрополійне місто Реджо-Калабрія‎.
Мелікукка розташована на відстані близько 500 км на південний схід від Рима, 95 км на південний захід від Катандзаро, 29 км на північний схід від Реджо-Калабрії.
Населення — 950 осіб (2014).

## Демографія
Населення за роками:

Станом на 1 січня 2023 року в муніципалітеті офіційно проживав 71 іноземець з 14 країн, серед них 27 громадян країн Євросоюзу та 3 громадяни України.

## Сусідні муніципалітети
- Баньяра-Калабра
- Сан-Прокопіо
- Сант'Еуфемія-д'Аспромонте
- Семінара